# Fabrizio Bentivoglio

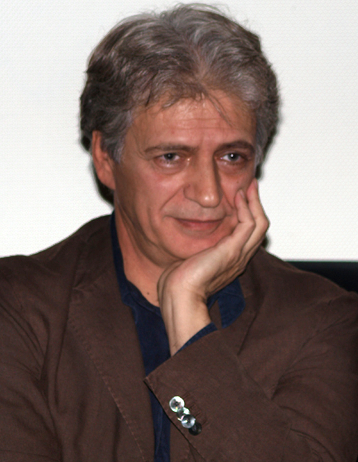
Fabrizio Bentivoglio (2011)

Fabrizio Bentivoglio (* 4. Januar 1957 in Mailand) ist ein italienischer Schauspieler.

## Leben
Bentivoglio war Nachwuchsspieler für den Fußballverein Inter Mailand. Gleichzeitig besuchte er die Schule des „Piccolo Teatro“ seiner Heimatstadt, wo er in Shakespeares Timon von Athen unter Regisseur Carlo Rivolta debütierte. In der Folgezeit war er Partner von u. a. Romolo Valli, Giorgio De Lullo und Mario Scaccia. 1979 begann auch seine Kinokarriere, die er allerdings erst zehn Jahre später – auch bedingt durch die Begegnung mit Gabriele Salvatores, der ihn in mehreren Filmen besetzte – intensivierte. Als Vertreter einer teils verzweifelten, aber auch ironisierenden Generation spielte er in einigen bedeutenden und erfolgreichen Filmen der 1990er Jahre. Für seine Leistung in Un'anima divisa erhielt er den Coppa Volpi bei den Filmfestspielen Venedig. 1996 und 2000 konnte er diesen Erfolg wiederholen. 1997 und 1999 gewann er jeweils einen David di Donatello, vier weitere Male war er nominiert; sechs Nominierungen für ein Silbernes Band blieben bislang ohne Gewinn.

## Filmografie (Auswahl)
- 1980: Der Bandit mit den schwarz-blauen Augen (Il bandito dagli occhi azzurri)
- 1981: Die Kameliendame (La storia vera della signora dalle camelie)
- 1982: Das Vatikan-Komplott (Morte in Vaticano)
- 1986: Salome (Salomè)
- 1987: Via Mintenapoleone (Via Montenapoleone)
- 1988: Apartment Zero (Apartment Zero)
- 1990: Italien – Deutschland 4:3 (Italia-Germania 4 a 3)
- 1991: Der rote Amerikaner (Americano rosso)
- 1992: Netz der Vergangenheit (La fine è nota)
- 1993: Un'anima divisa in due
- 1994: Der Fall Sindona (Un eroe borghese)
- 1994: Wahlverwandtschaften (Le affinità elettive)
- 1996: Augenzeuge in Gefahr (Testimone a rischio)
- 1996: Pianese Nunzio – 14 im Mai (Pianese Nunzio, 14 anni a Maggio)
- 1998: Die Ewigkeit und ein Tag (Mia aioniotita kai mia mera)
- 1998: Ist Liebe nur ein Wort? (La parola amore esiste)
- 1999: La balia
- 1999: The Missing (The Missing)
- 2003: Ricordati di me
- 2006: La terra
- 2011: Scialla! Eine Geschichte in Rom (Scialla!)
- 2013: Die süße Gier (Il capitale umano)
- 2018: Loro – Die Verführten (Loro)
- 2019: Der Name der Rose (The Name of The Rose) (Fernsehserie)
- 2020: Die unglaubliche Geschichte der Roseninsel (L’incredibile storia dell’Isola delle Rose)
- 2023: Alles nur Theater? (Grazie ragazzi)